# 片倉良種
片倉 良種（かたくら よしたね）は、江戸時代前期の仙台藩の藩士。通称は三右衛門。

## 略歴
慶長19年（1614年）、白石城下の田村邸で田村宗顕の次男として誕生。伯母である陽徳院の懇請により仙台城で養育された。藩主夫妻や重臣が列座する中で命名式が挙行され、陽徳院から田村男猿（たむら おざる）と命名される。男猿は頭脳明晰であり、文武にも勝れていたという。
寛永4年（1627年）、14歳の時に伊達政宗・陽徳院夫妻と片倉重長の相談によって白石城に居住することとなり、祖父の田村清顕が信敬した軍神愛宕尊像と新藤五国光の宝刀、幸村の描いた掛軸を下賜され、兄の田村定広とともに片倉喜多の名跡を嗣ぎ、姓を片倉に改め片倉三右衛門良種を称して、片倉家御一家となる。
領内で行われた御狩にはつねに藩主に随行したといい、慶安3年（1650年）に藩主伊達忠宗が片倉重長と蔵王山で勢子2500余人を動員した大々的な巻狩を行った際には、3日間で鹿3000余頭、猪、熊、青鹿など100余頭を捕らえた。このときに忠宗めがけて大猪7頭が猛進してきたが、身の丈6尺の良種が早撃ちで仕留めたため、忠宗から着ていた猩々緋の陣羽織と小袖2領を下賜され、狩りの流儀を青葉流と称せよ命じられた。このことから青葉流マタギの祖とされ、青葉流の棟梁としてつねに片倉小十郎と共に藩主の側に付き添った。